# Fraisses
Fraisses là một xã trong tỉnh Loire miền trung nước Pháp.